# Телеологічний аргумент
Телеологі́чний аргуме́нт (греч. teleo — закінчувати, доводити до досконалості, до кінця; logos — слово, думка, розум, сенс) — аргумент на користь існування Бога або будь-якого іншого розумної істоти-творця, що ґрунтується на явищі існування складності або осмисленості в природі, наприклад, на існуванні таких складних істот як людина.

Однією з інтерпретацій цього аргументу є «аналогія годинникаря», яка, загалом, зводиться до такого твердження: якщо є образ, то повинен бути і його творець. Сучасне формулювання цієї аналогії за версією місіонера Данила Сисоєва виглядає так (також він тут згадує «Аргумент про точно вивірений Всесвіт»):
…надзвичайна складність світобудови свідчить про Великого Майстра, який створив настільки складну громаду світу, і наповнив її настільки складними налаштуваннями, що пояснити випадковістю це просто неможливо. Якщо звичайна відеокамера ледь наближається за рівнем складності до будови ока, то, як наше око міг створити сліпий випадок? Якщо ехолокацію не можна пояснити випадковістю у випадку людини, то як її пояснити випадковістю у кажанів?
Подібні ідеї віддавна критикують філософи і вчені, такі як Девід Юм або Річард Докінз. Останній розглянув неспроможність такого аргументу в своїй книзі «Сліпий годинникар», показавши, що видима складність може бути результатом інших природних процесів, що мають наукове пояснення, і стосовно людини та інших живих істот, а також їх окремо взятих органів (як око) — це процес еволюції. Щодо «складності» світобудови та її сприйняття теологами Річард Докінз у своїй книзі «Ілюзія Бога» пояснює, що складні об'єкти зовсім не з'являлися випадково і зразу, а утворювалися (накопичували свою складність) дуже поступово, акумулюючи лише «корисні» випадковості і відсікаючи «шкідливі» природним добором. Він пише:

Відповідь полягає в тому, що природний добір — накопичувальний (кумулятивний) процес, що розділяє проблему неймовірності на безліч дрібних фрагментів. На частку кожного з цих фрагментів припадає деяка частина сумарної неймовірності — але не надто велика, щоб зробити абсолютно неймовірним сам цей фрагмент. Якщо скласти безліч цих малоймовірних подій разом, кінцевий результат накопичених подій дійсно виявиться дуже і дуже малоймовірним — надто малоймовірним для випадкової появи.
У своїх до втоми повторюваних аргументах креаціоністи говорять саме про такі кінцеві результати. Міркування креаціоніста зовсім помилкові, тому що він розглядає появу статистично неймовірного об'єкта як одиничну, одноразову подію. Можливості поступового накопичення він не враховує.

Проте слід пам'ятати, що телеологічний аргумент на користь існування Бога є філософським аргументом. Для повноцінного вивчення цього аргументу необхідно, головним чином, звертатися до робіт філософів, а не до власних переконань біологів та популяризаторів науки. Річард Докінз не має останнього слова в філософській дискусії, а на його заперечення та судження вже давно відповіли такі відомі філософи сучасності як Вільям Лейн Крейґ та Алвін Плантінґа.